# Подове (Криворізький район)
По́дове — село в Україні, в Криворізькому районі Дніпропетровської області. Входить до складу Гречаноподівської сільської громади. Населення — 23 мешканці. 

## Географія
Село Подове знаходиться на відстані 1,5 км від сіл Кряжове та Олександрівка. Навколо села кілька іригаційних каналів. Поруч проходить автомобільна дорога Т 0411.

## Населення

### Мова
Розподіл населення за рідною мовою за даними перепису 2001 року:
| Мова       | Кількість | Відсоток |
| ---------- | --------- | -------- |
| українська | 21        | 91.3%    |
| російська  | 2         | 8.7%     |
| Усього     | 23        | 100%     |

## Інтернет-посилання
- Погода в селі Подове

1. ↑  Рідні мови в об'єднаних територіальних громадах України — Український центр суспільних даних